# San Francesco Borgia dei Gesuiti
San Francesco Borgia dei Gesuiti é uma capela conventual localizada no interior da Casa Generalizia dei Gesuiti, na altura do número 4 do Borgo Santo Spirito, no rione Borgo de Roma. É a única dedicada a São Francisco de Borja em toda a cidade.

## História
Depois que a Sociedade de Jesus foi expulsa de sua antiga sede na Igreja de Jesus pelo governo italiano em 1873, os jesuítas tiveram que esperar um tempo enquanto não encontravam uma nova casa, construída entre 1927 e 1929 no Borgo por Giuseppe Gualandi.
Em 2012, o padre jesuíta Marko Ivan Rupnik, um famoso mosaicista, criou a "Anunciação" para a capela.

## Descrição
A capela é invisível a partir da rua e aparentemente é um anexo de teto plano ligado ao fundo da ala oeste da nova sede, com uma parede de fundo curva que também serve de muro de contenção para o jardim logo atrás. A nova "Curia Geral Jesuíta" ocupa duas alas de cinco andares cada uma que se encontram em ângulo localizadas à direita da igreja de Santo Spirito in Sassia. O estilo pode ser derivado como derivado do classicismo, bem menos sombrio do que outros edifícios da era fascista. Acima da entrada principal está um relevo da "Virgem e o Menino" em majólica.
O interior é simples e todo branco, com o impressionante mosaico de Rupnik ocupado um grande painel curvo atrás do altar-mor, do chão até o teto.